# Аигбе, Мерси
Мерси Аигбе (англ. Mercy Aigbe; род. 1 января 1979, Эдо) — нигерийская актриса, режиссёр, модель и бизнесвумен. Наиболее известна по работе в кино на языке йоруба.

## Ранний период жизни
Мерси Айгбе родилась 1 января 1978 года в нигерийском штате Эдо в семье Па Айгбе и миссис Абисола Грейс Оводунни. Она родом из Бенин-Сити, который является столицей штата Эдо. Она второй ребёнок в семье из пяти человек. Она получила начальное образование в начальной школе Святого Франциска и посещала среднюю школу Мэриленда Икеджа, штат Лагос. Она также является выпускницей Политехнического института Ибадана, штат Ойо, где она получила степень OND по финансовым исследованиям. В 2001 году Мерси Айгбе окончила Университет Лагоса со степенью в области театрального искусства.

## Карьера
Мерси Эйгбе начала свою актёрскую карьеру, снявшись в нескольких мыльных операх, включая популярный телесериал «Папа Аяско». В 2006 году, снявшись в фильме, который вывел ее в центр внимания — «Ара», Мерси вошла в индустрию Нолливуда, данный фильм спродюсировал Реми Олупо в Ибадане, штат Ойо. В 2016 году она основала «Школу драмы Мерси Эйгбе Джентри».

## Поддержка
В ноябре 2014 года Мерси Эйгбе стала послом бренда «Elephant Gold Rice». В июне 2015 года Мерси Эйгбе подписала годовой контракт на должность посла бренда Prestige Cosmetic. В июле 2016 года Мерси подписала рекламное соглашение с «Edalaf Brother Limited», компанией, занимающейся ИТ-решениями. В октябре 2016 года она стала послом фитнес-компании «Shape you», которая производит кофе для похудения. В марте 2017 года Мерси Эйгбе стала послом бренда «BK hair». В сентябре 2018 года она стала послом бренда «Naija Taxi Services», компании, которая занимается перевозкой людей. Мерси Эйгбе вместе с Босе Алао и Биодун Океово подписали рекламный контракт с косметическим гигантом «Mary Make».

## Фильмография
- Satanic
- Afefe Ife (2008)
- Okanjua (2008) в роли Tolu
- Atunida Leyi (2009)
- Igberaga (2009) в роли Sunmbo
- Ihamo (2009)
- Ìpèsè (2009)
- Iró funfun (2009) в роли Yimisi
- Mafisere (2009)
- Oju ife (2009)
- Edaa (2010) в роли Shade
- The Return of Jenifa (2011)
- Osas: Omoge Benin (2012) в роли Osas
- Gucci Girls (2012) в роли Cynthia
- Ile Oko Mii (2014)
- Victims (2015) в роли Yeni
- Kabiosi (2015) в роли Bidun
- Omoge Lekki (2016)
- Loved You First (2016)
- The Screenplay (2017)
- Little Drops of Happy (2017) в роли Yetunde
- My Secret (2017)
- 200 Million (2018)
- Second Acts (2018)
- Lagos Real Fake Life (2018) в роли Jasmine
- Heaven on My Mind (2018) в роли  Bola Peters
- Wetin Women Want (2018)
- The Reunion (2019)
- 77 Bullets (2019) в роли Susan J.B.O / Bisola
- Kinni Igbeyawo (2020) в роли Rolake
- Omo Ghetto: The Saga (2020) в роли Prisca
- Swallow (2021) в роли Violet
- The Cokers (2021) в роли Sandra
- Ete (2021) as Lola
- Crazy Grannies (2021) в роли Ewa
- Obsessions (2022) в роли  Jane
- Romola Alakara (2022) в роли Romola
- My Home (2022) в роли Sade
- Mr Perfect (2022) в роли Joke
- Palava (2022) в роли Hajara
- Eri Ife (2022) в роли Eniola
- Destiny (2022) в роли Madam Mildred
- Gbege (2022)
- Afefeyeye (2022) в роли Kofoworola
- Brotherhood (2022) в роли Wumi Adetula
- Osato (2023) Aunty Pat
- Ololade (2023)
- The Trade (2023) в роли Victim's Mum
- Ada Omo Daddy (2023) в роли Older Motunrayo
- Aitokunrin (2024) в роли Radeke
- Rush Hour (2024) в роли Iya Ronke
- Beast of Two Worlds (2024) в роли Oyeyiola

## Награды
| Год  | Награда                             | Категория                                                             | Работа             | Результат | Ссылка |
| ---- | ----------------------------------- | --------------------------------------------------------------------- | ------------------ | --------- | ------ |
| 2015 | City People Entertainment Awards    | Личность года в кино на языке йоруба                                  |                    | Победа    |        |
| 2015 | Links and Glitz World Awards        | Предприниматель года в сфере моды                                     |                    | Победа    |        |
| 2017 | Best of Nollywood Awards            | Лучшая актриса в главной роли – йоруба                                |                    | Номинация | [ 21 ] |
| 2018 | Best of Nollywood Awards            | Лучшая актриса второго плана – йоруба                                 |                    | Номинация | [ 22 ] |
| 2019 | Best of Nollywood Awards            | Лучшая актриса второго плана – йоруба                                 |                    | Номинация | [ 23 ] |
| 2023 | Eko Heritage Awards                 | Премия за лидерство в сфере молодежи и расширения прав и возможностей |                    | Победа    | [ 24 ] |
| 2024 | Best of Nollywood Awards            | Лучшая актриса второго плана                                          | Ada Omo Daddy      | Победа    |        |
| 2025 | Africa Magic Viewers' Choice Awards | Лучшая актриса второго плана                                          | The Farmer's Bride | Ожидается |        |

## Мода и стиль
Мерси Аигбе известна своим уникальным стилем и манерой одеваться. На церемонии вручения премии Africa Magic Viewers Choice Awards 2016 платье Мерси Аигбе заслужило бурные аплодисменты от заинтересованных лиц в моде. Платье было отмечено похвалой за свой уникальный дизайн. В ноябре 2014 года Аигбе открыла свой магазин одежды «Mag Divas Boutique» в Лагосе, а затем открыла ещё один магазин в Ибадане. Она была удостоена награды «Предприниматель года в сфере моды» на Links and Glitz World Awards.

## Личная жизнь
В 2013 году Айгбе вышла замуж за нигерийского отельера Ланре Джентри после расторжения её первого брака и родила двоих детей. В 2017 году она поделилась своими фотографиями после того, как её якобы избил муж. Впоследствии она рассталась со своим вторым мужем из-за заявлений о домашнем насилии и начала кампанию против него. В 2018 году Мерси Айгбе приобрела особняк стоимостью в несколько миллионов найр.
В 2022 году она вышла замуж за Казима Адеоти, более известного как Адеказ. В 2023 году Мерси приняла ислам и сменила имя на Хаджия Мина.